# Kryvorižský rajón
Kryvorižský rajón (ukrajinsky Криворізький район) je rajón v Dněpropetrovské oblasti na Ukrajině. Hlavním městem je Kryvyj Rih a rajón má přibližně 744 tisíc obyvatel.

## Města v rajónu
- Apostolove
- Kryvyj Rih
- Zelenodolsk